# Isabel Ruiz Lara
Isabel Ruiz Lara (Madrid, España), es una periodista española. 

## Trayectoria
Licenciada en Ciencias de la Información en Periodismo por la Facultad de Ciencias de la Información (Universidad Complutense de Madrid),  es también entrevistadora, actriz, redactora y realizadora de programas dramáticos y de ficción. Está vinculada a RNE desde 1982, labor que compatibiliza con la realización de audiodramas y la coordinación de talleres y cursos para la Asociación Audiodrama Colectivo.
Dirige y presenta en Radio 3 el espacio semanal de viajes, música y cine Tres en la carretera. Ha presentado, también en Radio 3, el programa diario de cultura El postre. Elabora y presenta para Radio 5 el espacio Cinesporas. Además, ha sido colaboradora con una sección de cine en el espacio de Radio Nacional Asuntos propios.